# 小行星12553
小行星12553（12553 Aaronritter）是一颗绕太阳运转的小行星，为主小行星带小行星。该小行星于1998年8月17日发现。

## 轨道参数
小行星12553的轨道半长轴为2.2033169 UA，离心率为0.0574297。